# رامین بهنا

رامین بهنا (زادهٔ ۱۳۴۸ در تهران) آهنگساز و نوازنده پیانو اهل ایران است.

## زندگی هنری
رامین بهنا در سال ۱۳۴۸ در تهران متولد شد. او نواختن پیانو را از ۷ سالگی آغاز کرد، و بعدها هارمونی، کنترپوان و آهنگسازی را نزد مهران روحانی آموخت و در رشته موسیقی از دانشگاه هنر تهران فارغ‌التحصیل شد [
به گفته دویچه وله، بهنا به عنوان یکی از پیشگامان موسیقی تلفیقی در ایران شناخته می‌شود. وی در سال ۱۳۷۵ گروه آویژه را با همکاری پدرام درخشانی، بابک ریاحی‌پور، و رضا آبایی تأسیس کرد که کنسرت‌های این گروه اولین تجربه موسیقی تلفیقی در ایران به‌شمار می‌آمد..
دو آلبوم، «نخستین» و «آویژه»، را به علاقه‌مندان موسیقی تلفیقی ارائه کرد که شنوندگان پسندیدند و منتقدان دربارهٔ «ایده‌های نسبتاً تازه در موسیقی ایرانی» آن بحث کردند. گروه آویژه عمر زیادی نکرد و هر یک از اعضای آن جداگانه به فعالیت پرداخت‌اند و هر کدام از جهت خود، آن ایده‌ها را مطابق با سلیقه شخصی‌شان پی گرفته و هر از گاهی در بازار موسیقی و صحنه کنسرت ظاهر شده‌اند. . این قضیه هم‌زمان شد با موفقیت گروه اوهام در تولید موسیقی راک ایرانی و رامین بهنا و خیلی‌های دیگر به سراغ این سبک رفتند. بهنا البته به صورت هم‌زمان فعالیت‌های دیگری نیز داشت. او رهبر ارکستر محمد نوری در اولین کنسرت پس از انقلابش بود. بهنا پس از آن همراه آرش سبحانی و هومن جاوید گروهی به اسم «راز شب» تشکیل داد. آلبوم‌های «دار قالی» و «زی‌بازی» حاصل فعالیت‌های وی در این گروه بودند  . بهنا با این کار نشان می‌دهد به‌راحتی می‌تواند با بزرگان موسیقی پاپ همکاری کند، روند استاندارد و مطمئنی با کیفیت بالا در پیش بگیرد اما ترجیح می‌دهد در پروژه‌های خودش موسیقی پاپ اما متفاوت را تولید کند .
بهنا این‌بار هم در راه متفاوتی فعالیت خود را گسترش می‌دهد و موسیقی بیش از ۴۰ فیلم و سریال تلویزیونی را می‌سازد که البته بسیاری از این تولیدات مربوط به فیلم‌های مستقل و کارگردان‌های جوان است . وی تاکنون آهنگسازی بیش از ۴۰ فیلم سینمایی و سریال تلویزیونی را بر عهده داشته که از شاخص‌ترین آن‌ها می‌توان به موسیقی متن فیلم‌های نسل سوخته و کمکم کن از آثار رسول ملاقلی‌پور، «داستان‌های تعبید» ساخته «فریدون حسن‌پور»، «سرزمین پدری» به کارگردانی «شهرام شاه‌حسینی» و مجموعه‌های تلویزیونی «» و «قصه رودخانه» از ساخته‌های کمال تبریزی، «آهوی ماه نهم» به کارگردانی «مسعود نوابی» و «داستان‌های هنر» اثر «مجتبی میرتهماسب» اشاره کرد.
گزیده‌ای از ا ین آثار در قالب آلبوم‌هایی با عنوان «دیدگاه» و «نسل سوخته» در تابستان ۱۳۸۵ توسط انتشارات آواخورشید به بازار موسیقی عرضه شده است. در این مدت بهنا وظیفه تنظیم آلبوم «من و دوست غولم» (۱۳۸۴) را هم بر عهده می‌گیرد. در این آلبوم، «فرشاد فزونی» با استفاده از اشعار فانتزی و کودکانه «شل سیلورستاین»، آهنگ‌هایی ساخت که تنظیمش را رامین بهنا انجام داد. تولید این آلبوم شاید تجربه جدیدی برای بهنا نبود، اما یکی از آلبوم‌های متفاوت در آن زمان به حساب می‌آمد. .
وی در پاییز ۱۳۸۵ گروه بهنا را با هدف ارائه موسیقی تلفیقی با هویت ایرانی تشکیل داد. این گروه کوچک و خودمانی با تمرین قطعات قبلی بهنا (یعنی آن‌هایی که برای گروه آویژه ساخته شده بود) شروع به کار کرد و طی دو کنسرت یکی در فرهنگ‌سرای هُنر (۱۳۸۵) و دیگری در سالن سبز کاخ نیاوران (۱۳۸۷)، آهنگ‌های جدیدتری نیز برای شنوندگان نواخت که آن‌ها را در آلبومی به نام «نه آن چُنان» (۱۳۸۹) جای داد. آلبوم تهران ۱۱ که حاصل بیش از دو سال کار است، نه قطعه دارد . و در سال ۱۳۹۵ توسط این گروه منتشر شد. رامین بهنا و گروهش در این آلبوم، ساز ایرانی را به‌کل کنار گذاشتند و اعتقاد دارند که ساز ایرانی دیگر پاسخ‌گوی صدای تهران نیست . «پارک وی»، «پیاده‌رو»، «بازار»، «سیدخندان»، «تنهایی» و «عاشقانه» از قطعات این آلبوم می‌باشند.
بهنا هنرمندی است که در یک مسیر نمی‌ماند با نگاهی به کارنامه کاری رامین بهنا، می‌توان گفت او یک آرتیست تجربه‌گراست. نکته‌ای که او را متمایز و البته مهم می‌کند شجاعتی است که باعث می‌شود خودش را تکرار نکند. بهنا مانند بسیاری از موزیسین‌های درجه یک، راه آسان را انتخاب نمی‌کند. او جریانی که خودش ایجاد کرده و حتی بازدهی یا بازخورد خوبی داشته را به‌راحتی رها می‌کند تا تجربه، خلق، موسیقی و لذت را هم‌زمان داشته باشد . در سال ۱۳۹۵ در پروژه مشترک با علی اشکان نژاد آهنگسازی کتاب داستانی «کیسه دار» را بر عهده داشت. بهنا معتقد است این گونه پروژه‌ها، حرف‌های زیادی برای گفتن دارند اما متأسفانه کمتر شاهد تهیه و تولید چنین آثاری هستیم: «آثار تولید شده در این حوزه انگشت‌شمار هستند. البته من سال‌ها پیش یک کار اینچنینی که یک پروژه فارسی-فرانسوی بود و خارج از ایران منتشر شد را تجربه کردم. علاوه بر آن در یک پروژه که دربارهٔ آموزش کامپیوتر به کودکان بود حضور داشتم و این سومین کار من در این سیستم است. با توجه به نویسنده‌هایی که داریم فکر می‌کنم اینگونه کارها این روزها می‌تواند خیلی خوب باشد و به احتمال زیاد دوباره این چنین کارها را تجربه خواهم کرد.» .